# Калагали
Калагали (груз. ქალაღალი) — село в Грузии, на территории Цаленджихского муниципалитета края (мхаре) Самегрело-Верхняя Сванетия.

## География
Село находится в западной части Грузии, к северу от реки Ингури, на расстоянии приблизительно 9 километров (по прямой) к северо-западу от города Цаленджиха, административного центра муниципалитета. Абсолютная высота — 310 метров над уровнем моря.

## Население
По результатам официальной переписи населения 2014 года, в Калагали проживало 292 человека (149 мужчин и 143 женщины). В национальной структуре населения грузины составляли 100 %.
| Год  | Население, человек |
| ---- | ------------------ |
| 2002 | 626                |
| 2014 | ↘ 292              |